# Język biga
Język biga – język austronezyjski używany w prowincji Papua Zachodnia w Indonezji, we wsi Biga na wyspie Misool w grupie wysp Raja Ampat. Według danych szacunkowych (2001, 2019) posługuje się nim 300–350 osób.
Jest zdecydowanie odrębny od sąsiedniego języka ma’ya. Tradycja ustna Biga głosi, że społeczność wywodzi się z Waigeo, podobnie jak Ma’ya.
Charakteryzuje się stosunkowo wysokim poziomem żywotności, w 2020 r. stwierdzono, że władają nim wszystkie grupy wiekowe we wsi Biga. Niemniej w powszechnym użyciu jest też malajski papuaski, który wyraźnie konkuruje z biga. W pewnym zakresie są znane języki ma’ya (w dialekcie misool) i matbat.
Został opisany w postaci pewnych list słownictwa z XX w.